# Count Basie

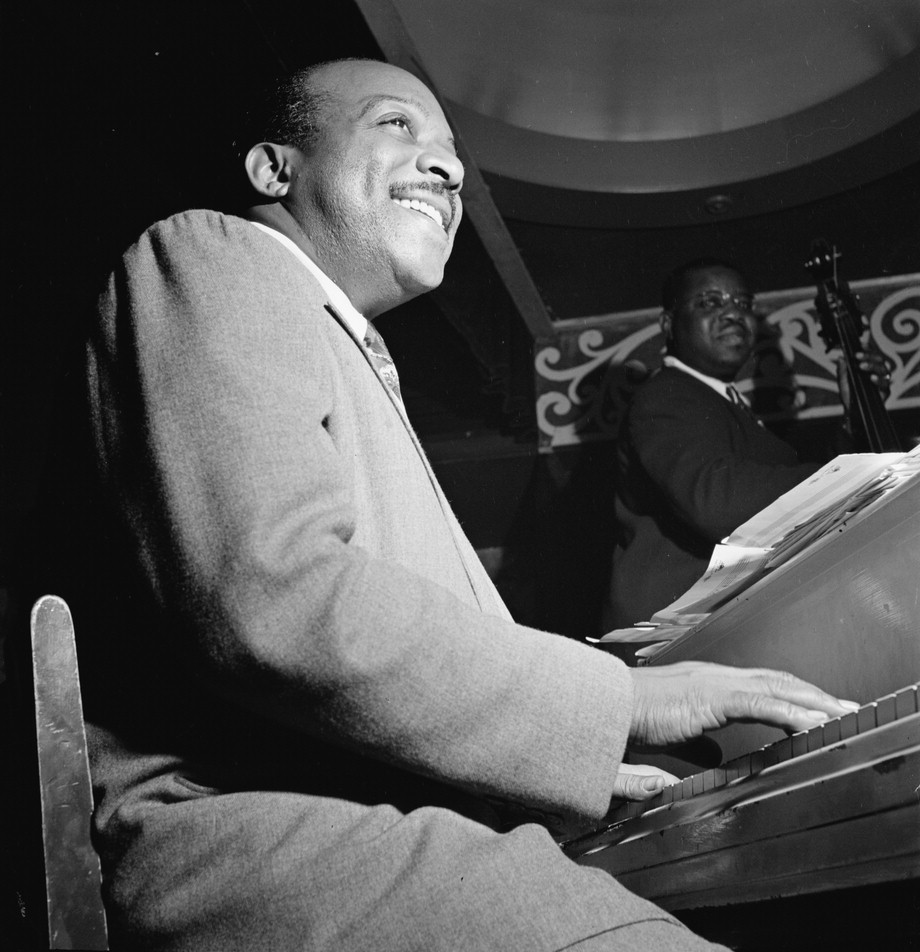
William P. Gottlieb: Count Basie během vystoupení v newyorském Jazzclubu Aquarium, asi 1947

Count Basie, vlastním jménem William James Basie (21. srpna 1904, Red Bank, New Jersey – 26. dubna 1984, Hollywood, Florida) byl americký jazzový pianista, varhaník, kapelník a skladatel.

## Životopis
Vyrůstal v Kansas City.
Všeobecně je považován za jednoho z nejdůležitějších jazzových kapelníků jeho doby. Basie vedl svou populární skupinu téměř padesát let. Pod jeho vedením se proslavilo mnoho známých muzikantů jako tenor saxofonista Lester Young a Herschel Evans, trumpetisté Buck Clayton a Harry „Sweets“ Edison a zpěváci Jimmy Rushing a Joe Williams.
Basie založil vlastní skupinu v roce 1934, ale časem se vrátil do skupiny Bennie Motena z Kansas City. Po Motenově smrti se skupina neúspěšně pokusila udržet pohromadě. Basie s mnoha Motenovými členy zformoval skupinu novou.
Má hvězdu na Hollywoodském chodníku slávy.

## Významní členové orchestru Count Basieho
- Earle Warren alt saxofon
- Preston Love alt saxofon
- Reunald Jones trumpeta
- Neal Hefti trumpeta
- Harry „Sweets“ Edison trumpeta
- Joe Newman trumpeta
- Lester Young tenor sax
- Herschel Evans tenor sax
- Jo Jones bicí
- Walter Page basa
- Freddie Green kytara
- Billie Holiday zpěv
- Buck Clayton trumpeta
- Jimmy Rushing zpěv
- Marshall Royal alt saxofon
- Eddie „Lockjaw“ Davis tenor saxofon
- Joe Williams zpěv
- Thad Jones trumpeta
- Al Grey pozoun
- John Clayton basa
- Cleveland Eaton basa
- Dennis Rowland zpěv
- Rich Thompson bicí